# Positive (F-BLOODのアルバム)
『Positive』（ポジテイブ）はF-BLOOD4枚目のオリジナル・アルバム。ライブ・アルバムを入れると通算5枚目。株式会社FFMのChaya-zaka Recordsから2020年4月8日に発売された。

## 概要
前作『POP'N'ROLL』から3年ぶりのオリジナル・アルバム。通常盤とファンクラブ限定生産盤の2形態で発売された。ファンクラブ限定生産盤にはDVDが同梱されている。

## 収録曲
作詞：藤井フミヤ　作曲：藤井尚之　編曲：大島賢治
1. 君を探しに
  - ABC朝日放送全国ネット「朝だ!生です旅サラダ」テーマ（2020年4月～）
2. 君は太陽
3. 遠い昔の話
4. 全速力
5. ファイト!
6. 最後の晩餐
7. 二十六夜の朧月
8. One by One
9. さりげない唄
10. ポジティブR&R